# 蒲田城
蒲田城（かまたじょう）は、陸奥国石川郷（福島県古殿町内）にあった日本の城。石川蒲田氏の居城。中世文書では鎌田とも。

## 概要
城主は南奥石川郷を領した石川蒲田氏で、陸奥石川氏の支流一族。文安6年（1449年）、結城直朝の攻撃に蒲田氏は敗北し蒲田城は破却、当家伝来の文書は没収され城主の石川蒲田氏は没落した。また同じ一族の赤坂氏・大寺氏・小高氏も名字を変えて、白河結城氏の家臣となった。
蒲田城は鎌田八幡社の対岸鮫川が鮫川村から流れて東折する山上にある山城で、標高約450メートルにある要塞。現在は石垣などが現存している。麓の組矢川のほとりの水田中に館跡があり、旧態は失われてしまっているが、復原略図(永沼誠一原画)によると水堀と土塁がめぐらされた平館で、蒲田氏平時の際の居館と推定される。